# Категоріальна абстрактна машина
Категоріальна абстрактна машина (англ. categorical abstract machine) — це модель обчислення програми, в якій спостерегаються особливості апплікативного, функціонального або композиційного стиля. Вона підтримується технікою апплікативного обчислення.